# Raimundas
Raimundas est un prénom masculin lituanien apparenté au prénom Raymond.

## Prénom
Ce prénom est porté par :
- Raimundas Čivilis (en) (1959-2000), joueur lituanien de basket-ball
- Raimundas Karoblis (né en 1968), homme politique et ministre lituanien
- Raimundas Labuckas (en) (né en 1984), sprinteur céiste lituanien
- Raimundas Mažuolis (né en 1972), nageur soviéto-lituanien de crawl
- Raimundas Palaitis (né en 1957), homme politique lituanien
- Raimundas Udrakis (né en 1965), cavalier soviéto-lituanien en saut d'obstacles

## Référence
1. ↑  (en) Raimundas - behindthename.com